# Dies de glòria (pel·lícula de 1996)
Dies de glòria (títol original: Glory Daze) és una pel·lícula estatunidenca de cinema independent de 1996 dirigida per Rich Wilkes. Ha estat doblada al català.

## Argument
A dos dies del final dels seus quatre anys d'estudi a la universitat, Jack hauria de saltar d'alegria, i obrir una ampolla de xampany. Però està trist, deprimit amb la idea de separar-se de la seva banda de companys i companyes. Cadascú ha de fer la seva vida d'ara endavant. Més que ningú, Jack no s'hi resigna. Llavors, com per conjurar la sort, allarga la companyia amb els seus millors amics fins a la partida.

## Repartiment
- Ben Affleck: Jack
- Sam Rockwell: Rob
- Francès Stewart: Dennis
- Alyssa Milano: Chelsea
- Megan Ward: Joanie
- Kristin Bauer: Dina
- John Rhys-Davies: Luther
- Matt Damon: Edgar Pudwhacker
- Alfred Sole: un pescador